# 碳酸二乙酯
碳酸二乙酯（英語：Diethyl carbonate）是乙醇的二碳酸酯，常温下为无色清澈液体。主要用作硝酸纤维素、树脂和一些药物（如红霉素）的溶剂，及有机合成（如苯巴比妥、除虫菊酯）的中间体。它还可用在锂电池的电极上。

## 另見
- 碳酸乙烯酯